# Sag’ die Wahrheit (unvollendeter Film)
Sag’ die Wahrheit ist ein Filmlustspiel von Helmut Weiss mit dem Ehepaar Heinz Rühmann und Hertha Feiler in den Hauptrollen. Der Film wurde 1945 produziert, blieb aber unvollendet.

## Handlung
Der Architekt Peter Hellmer und seine Noch-Ehefrau Vera wollen sich am morgigen Tage scheiden lassen, denn Vera hat sich in den vermögenden Bankdirektor Viktor verliebt, während Peter sich bereits mit der hübschen Maria verlobt hat. Alles wäre ideal, würde Maria nicht einen eklatanten Fehler besitzen: sie lügt pausenlos und das meist ohne Grund. Nach einer weiteren Lüge reicht es Peter: er will sich von ihr trennen. Maria lässt sich daraufhin auf eine Wette mit ihrem Verlobten ein: Sie wettet, dass er selbst nicht im Stande ist, auch nur 24 Stunden lang ununterbrochen die Wahrheit zu sagen. Peter glaubt, dass dies kein Problem für ihn ist, muss aber bald erkennen, dass die reine Wahrheit und nichts als die Wahrheit so manche Probleme mit sich bringt. Bald hat er mit seiner Ehrlichkeit Leute vor den Kopf gestoßen und sogar beleidigt. Andere wiederum nutzen Peters Wahrheitsliebe aus, um ihm Berufsgeheimnisse zu entlocken.
Die Wahrheitspflicht führt sogar dazu, dass der Antrag auf Scheidung vom Gericht abgewiesen wird, denn Peter muss zugeben, dass er die vergangene Nacht mit seiner Noch-Ehefrau verbracht habe, was vom Gericht als ein Akt der Versöhnung ausgelegt wird. Doch es kommt noch schlimmer. Peter muss seinen Geschäftspartner auszahlen, da seine Wahrheitsliebe ihn Geschäftsinterna an die Konkurrenz weitergeben ließ. Da er das dafür nötige Geld nicht besitzt, versucht er wiederum, Marias Vater anzupumpen. Diesem werden bei seinem Eintreffen von Peter eine, neben Maria, weitere anwesende Dame als eine Ex-Geliebte Peters vorgestellt. Der alte Herr ist schwer erzürnt.
Die Folgen der Wette führen bald zur nervlichen Zerrüttung Peters, da nunmehr alles in seinem Leben schiefzugehen droht. Schließlich bekommt er einen handfesten Tobsuchtsanfall und wird daraufhin in eine Nervenklinik eingewiesen. Institutsleiter Prof. Kiekebusch nimmt sich dieses seltsamen Falles höchstpersönlich an. Erst Peters Freund, der Rechtsanwalt Dr. Klimm, kann, ehe alles vollständig aus dem Ruder läuft, durch sein beherztes Eingreifen die Dinge wieder ordnen und Missverständnisse ausräumen, so dass Peter sich ordnungsgemäß scheiden lassen kann und nunmehr endgültig frei für Maria ist. Beide erkennen, dass so manches Mal eine Lüge durchaus ihre Existenzberechtigung hat.

## Produktionsnotizen
Sag’ die Wahrheit wurde seit Jahresbeginn 1945 gedreht. Bei Ende des Zweiten Weltkriegs war der Film zu etwa 75 Prozent abgedreht.
Produzent Rühmann übernahm auch die Herstellungsleitung. Robert Leistenschneider hatte wie bei den meisten Rühmann-Produktionen des Zweiten Weltkriegs die Produktionsleitung. Julius Daumann und Christian Herrmann schufen die Filmbauten, Manon Hahn kreierte die Kostüme.
Bei dieser Produktion handelt es sich um den ersten Anlauf, diesen Stoff zu verfilmen. Regisseur Helmut Weiss drehte im ersten Nachkriegsjahr mit einer überwiegend anderen Besetzung den Stoff unter demselben Titel neu.
Die Grundidee des Films wurde 1996 für die Hollywood-Produktion Der Dummschwätzer mit Jim Carrey als Wahrheitsfanatiker wieder verwendet.